# 권태 (1998년 영화)
《권태》(L'Ennui)는 포르투갈에서 제작된 세드릭 칸 감독의 1998년 멜로/로맨스, 드라마 영화이다. 샤를스 베르링 등이 주연으로 출연하였고 파울로 브랑코 등이 제작에 참여하였다.

## 출연

### 주연
- 샤를스 베르링
- 소피 귀레민

### 조연
- 아리엘 돔바슬
- 로베르 크라메르
- 앨리스 그레이
- 모리스 안토니
- 세르쥬 보종

## 기타
- 원작자: 알베르토 모라비아
- 음향: 장 폴 뮤젤
- 미술: 프랑수아 아벨라네
- 의상: 프랑소와즈 끌라벨